# Ponte dei Bareteri
Il Ponte dei Baretèri (talvolta anche Ponte dei Baretteri) si trova a Venezia. Attraversa il rio omonimo e collega la Merceria di San Zulian, alla Merceria del Capitello nel sestiere di San Marco. Il suo nome deriva dai fabbricanti di berretti, barète in dialetto veneziano, che in questo luogo erano numerosi. 
Il ponte originale, di cui si hanno notizie già nel 1315, era, come molti altri a Venezia, in legno. Come riferito da Marin Sanuto nei propri Diarii, fu sostituito da un ponte di pietra nel 1508.
Proprio sul ponte aggetta il poggiolo di un casino, luogo di incontro e svago della nobiltà veneziana, appartenuto alla famiglia Venier ed usato in particolare da  Elena Priuli, moglie del procuratore Federico Venier. A fianco al poggiolo vi era la sede del Circolo della Spada di Venezia .
Sull'altro lato del ponte vi era la Locanda del Cappello Nero che dal 1930si chiama Albergo Splendid Venice.
Non lontano si trovava anche il casino della famosa salonniére Isabella Teotochi Albrizzi.
Entrambe le balaustre (una di 10, l'altra di 14 colonnine a goccia, comprese tra 3 pilastrini) in grave stato di deterioramento e la pavimentazione del ponte dei Bareteri sono stati restaurati tra il 2006 e il 2007.